# 秋元康
秋元 康（あきもと やすし、1958年〈昭和33年〉5月2日 - ）は、日本の音楽プロデューサー・作詞家・放送作家・作家・脚本家・映画監督・実業家。
東京都目黒区大橋出身。株式会社秋元康事務所所属。

## 略歴
最終学歴は中央大学附属高等学校卒業（中央大学文学部中退）。
妻は女性アイドルグループおニャン子クラブの元メンバー高井麻巳子（現姓は秋元）。
弟はY&N Brothersの代表取締役社長の秋元伸介。
協同組合日本映画監督協会会員。一般社団法人日本放送作家協会元理事長。一般社団法人日本音楽著作権協会（JASRAC）元理事。テレビ朝日放送番組審議会委員。
内閣府クールジャパン推進会議（第1期）議員。公益財団法人東京オリンピック・パラリンピック競技大会組織委員会理事。
京都造形芸術大学（現・京都芸術大学）元教授、元副学長。東京藝術大学客員教授。株式会社代々木アニメーション学院名誉学院長兼総合プロデューサー。株式会社KeyHolder特別顧問。株式会社Fanplus特別顧問。株式会社サイバーアソシエイツ元取締役。株式会社ブランジスタゲーム総合プロデューサー。日本直販総合プロデューサー。株式会社gift最高顧問。ブロックチェーンゲーム「SNPIT」ストラテジックアドバイザー。株式会社YOAKE entertainment 総合プロデューサー。 
ACC CM FESTIVALマーケティング・エフェクティブネス部門審査委員長、シーバスリーガル ゴールドシグネチャー・アワード 2019 presented by GOETHE特別審査員。東京藝大アートフェス2021ゲスト審査員。
とんねるずのブレーンおよびプロデューサーとして世間に認知されて以降、ジャンルを問わず多数の楽曲の作詞を手掛ける。2000年代以降は、AKB48グループや坂道シリーズのプロデューサーとしてほとんどの楽曲の作詞をしている。
多数のヒット作品を手掛けていることから「稀代のヒットメーカー」と称される。
プロデューサーを務めるアイドルグループ等については後述。

## 来歴

### 生い立ち
百貨店勤務の父、専業主婦の母、9歳下の弟（秋元伸介）の4人家族。幼少期を東京都目黒区大橋で過ごす。当時は、高速道路ができる前で、都電が走っていた。
小児喘息を患い、「空気のいいところに」ということで、小学1年生の時に保谷市（現・西東京市）に引っ越し、西東京市立中原小学校へ入学した。体が弱かったこともあり、外で野球をしているよりも勉強しているタイプの子で、テレビを観たり、音楽を聴くこともなかった。中学受験をするために塾に通っており、塾では絶対に受かると言われ、模試でも良い成績だったのに、開成中学校を受験し不合格。「自分より成績が悪くて僕が勉強を教えていた同級生たちがみんな開成を初めとする進学校に合格しました。その時、世の中には不条理があるんだなと思いました」と話しており、一連の体験を秋元は「半ズボンの挫折」と呼んでいる。
親の勧めもあり中央大学附属高等学校に進学。当時は男子校で私服だったので、仲間と遊んでばかりいた。高校2年生の時、そろそろ勉強しないと東京大学に入学できないと思い、受験勉強を開始した。

### 放送作家の活動
高校2年の冬、大学受験の合間にニッポン放送『せんだみつおの足かけ二日大進撃!』を聴いていた際、ラジオドラマを自分でも書けそうな気がして、せんだみつおを主人公とした『平家物語』のパロディを、受験勉強のために用意したノート20枚にわたり書き上げた。募集されていたわけではなかったが、同級生の薦めもあってノートをニッポン放送へ送ったところ、ニッポン放送制作部副部長だった亀渕昭信と、大橋巨泉事務所の放送作家グループに所属していた奥山侊伸の目に留まり、ニッポン放送へ遊びに来るように言われ、出入りするうち奥山の弟子となり、大橋巨泉事務所に所属した。高校生でありながら頭角を表し、同年齢の山口百恵の番組を担当し放送作家として原稿を書き続けた。その後、中央大学文学部に進学し、放送作家の活動を本格的に始めた。当初は放送作家をアルバイトと考えていたが、放送作家業によって当時のサラリーマンの4倍近い収入を得ていた。しかし、本人はそれをあぶく銭だとしていた。「思えば、道草から始まった人生」と自身は回想している。
1980年、フジテレビの深夜バラエティ番組『ザ・ラストショー』に放送作家として参加、当時駆け出しの港浩一と初めて仕事を共にする。以後港とは『オールナイトフジ』『夕やけニャンニャン』、とんねるずの番組等で仕事をすることになる（詳細は秋元康#交友関係を参照）。

### 作詞家の活動・おニャン子クラブのブレーンとしての活動
放送作家業に物足りなさを感じ、また放送作家業の将来性に不安を感じていたところ、亀渕からニッポン放送の子会社だったパシフィック音楽出版（後のフジパシフィックミュージック）の朝妻一郎を紹介され、作詞を手掛けるようになる。朝妻はその時を振り返り「秋元くんという構成作家がいるのだけれども、作詞家として才能があると思うから、会ってあげてくれ」と亀渕に言われたと話している。朝妻は「詩を見せてもらったら、言葉の使い方やシチュエーションの構成の仕方がすごくて、『君は才能があるから、ぜひうちで仕事をしよう』と言って、仕事を一緒にさせてもらうようになりました。私が探したというよりは、亀渕さんという人が秋元くんを送り込んでくれたというラッキーな立場です」「すごいセンスがありました」とも話している。これらの経緯から、作詞家としてはフジパシフィックと契約している。
1981年、フジテレビ系で放送されたアニメ『とんでも戦士ムテキング』の挿入歌「タコローダンシング」で初めて作詞家としてクレジットされる。
アーティストに初めて提供した作品は、Alfee（現・THE ALFEE）のシングルレコード「通り雨」（1981年10月21日発売）のB面「言葉にしたくない天気」である。これ以降、作詞家としても活動を開始した。1982年の稲垣潤一「ドラマティック・レイン」、1983年の長渕剛「GOOD-BYE青春」で作詞家としての知名度を獲得した。
放送作家としてテレビ番組『ザ・ベストテン』『オールナイトフジ』『夕やけニャンニャン』の構成を担当して高視聴率を挙げる一方、さまざまなジャンルの楽曲の作詞を手掛ける。1985年の小泉今日子「なんてったってアイドル」、同年のとんねるず「雨の西麻布」などの楽曲をヒットさせる。
1985年からは女性アイドルグループ・おニャン子クラブの楽曲を手掛け、全楽曲の作詞を担当した。後に総合プロデューサーとして関わるAKB48とは異なり、おニャン子クラブは先述の『夕やけニャンニャン』が最初にありきで、秋元自身は、おニャン子クラブについては共同作業であるとし、自分は仕掛け人ではないと説明している。また、国生さゆりは「構成作家の秋元さんはスタッフの一員、いい意味で他のスタッフと同列だった」と述べている。1986年のオリコンウィークリーチャート52週のうち36週でおニャン子クラブ関係の楽曲が1位を獲得。1987年には長者番付のその他の部門で16位となり、納税額は1億61万円であった。
1988年、おニャン子クラブのメンバーだった高井麻巳子と結婚した。結婚と同時に渡米し、ニューヨークに1年半ほど滞在。帰国後、美空ひばりの遺作となった「川の流れのように」の作詞を担当した。これにより作詞家としての地位を不動のものにした。

### AKB48グループ・坂道シリーズなどのプロデュース
2005年、KRKプロデュース代表の窪田康志、office48代表の芝幸太郎、電通らと協力し『秋葉原48プロジェクト』を発足した。東京・秋葉原で女性アイドルグループAKB48を立ち上げ、総合プロデューサーに就任した。2006年、AKSを、東京都港区白金台（KRKプロデュース社内）に設立し、AKB48の運営・管理業務を行う。
2010年初頭、インタビューで秋元は「将来は国内7大都市に劇場を建て、選抜メンバーでJAPAN48を作りたい」と語り、実際に国内外にAKB48の姉妹グループを立ち上げた。JAPAN48が結成されることは結局なかったが、AKB48シングルの選抜メンバーには多数の姉妹グループメンバーが抜擢されており、事実上の「日本選抜」が実現していたといえる。
2011年にAKB48の公式ライバルとして乃木坂46を立ち上げ、2015年からは坂道シリーズと称して欅坂46（現・櫻坂46）、けやき坂46（現・日向坂46）、2018年には吉本興業所属の芸人・タレントによる吉本坂46を立ち上げた。
2013年、ジャーナリストの田原総一朗との対談の中で、将来的にはAKB48のプロデュース業から退くことを示唆している。
2023年、乃木坂46の公式ライバルとして僕が見たかった青空をプロデュースすると発表した。8月30日、シングル『青空について考える』でCDデビュー。

## 人物
身長は166.7 cm。愛称は、やすす、秋元先生、秋P、あっきー、アッキー、アキモ。2001年3月、第1子である長女をもうけた。毎日の睡眠時間は3時間ほどである。座右の銘は「人生無駄なし」。嫌いな食べ物は餅。

### 放送作家
- 放送作家としてデビューして以来、2012年8月に毎日新聞のインタビューで尋ねられるまで、プロフィール上の生年を1956年としていた（実際の生年は1958年なので2歳上に鯖を読んでいたことになる）。その理由は、高校2年でラジオの台本を書いていたころ、同級生の親友からニッポン放送でアルバイトをしたいと言われて局に相談したところ「大学生でなければダメ」と言われたので、親友を大学1年であるとごまかし、秋元もそれに倣って大学1年としていたからで「いまさら直すのも面倒」ということでそのままにしていた[66]。JASRACなどには当初より実際の生年で届けている[67]。
- 放送作家としての活動を開始した当初は高校生だったため「どんな会議でもずっと最年少でした」「だから予測がはずれようが、バカな思いつきを口にして呆れられようが、失うものは一つもない」と話しており、期待されていない立場だったからこそ自由に活動することができたと話している。でも、だんだん「秋元さんお願いします」と言われることが増え、確実性を重視するようになった（「バットを短く持って当てにいく」と表現している）[68]。
- エンターテインメントの基本は予定調和を破壊することにあると考え[69]、予定調和を嫌う傾向にあるとされており[70]、「エンターテイメントでいちばんつまらないのは予定調和」「それがないからAKBはおもしろいんだ」とも話している[71]。正確には、予定調和を破壊することに狙いがあるのではなく、既成概念にとらわれないという意味でこの言葉を用いている[72]。また「予定調和を壊す」とは、奇をてらったり、裏をかくことではないとも話している。「奇をてらったり裏をかこうとすると、必ず『裏なんだ、裏なんだ』と、反対向きのこれまた予定調和になっていくからです。たとえば『AKB48は清純なアイドルです。だから、奇をてらってストリップショー[注釈 16]をやりましょう』と言っても、それは振り子が正反対に振れるだけだから、すぐに想像できてしまう。だから、奇をてらうのではなく、何も制限をかけないのが正解です。（中略）どんな提案でも先入観を持たずに『いいんじゃないの』と考える。それをどこまでできるかなんです。」と語っている[74]。
- 放送作家の時代は、短期間継続的にヒットを出さなければならない立場にあったため、確実性を求め、市場の最大公約数に従う企画を制作していたが[75]、その結果として技術が平均化し、突出した試みができず[76]、真似されやすく、過当競争に巻き込まれる危険性が高いことから、のちに企画の優位性・差別化を重視するようになった[77]。秋元がいつもスタッフに言っている言葉に「みんなが行く野原には野イチゴはない」があり、みんなが思いつく場所には絶対に美味しいものは残っていないという信条がある[78]。

### 作詞家
- JASRAC作品データベース検索サービスJ-WIDによれば、2025年1月現在、「秋元康」名義で登録されている楽曲数は4817曲[79]。多いときは1日で10曲の作詞をする[80]。2022年の時点で年に200から300曲の作詞をする[81]。
- AKB48とその姉妹グループ（および派生ユニット）、坂道シリーズとその関連グループのほとんどの楽曲の作詞を手掛ける。2012年2月現在、AKB48関連だけで700曲を超える（ステージ公演曲やシングルCD・アルバムなどを含む）。AKB48や乃木坂46の楽曲を決めるにあたっては、通常のシングルの場合、デモ音源が20曲くらい入っているCDを20枚から25枚くらい（つまり400曲から500曲）一人で聴き、いいものに丸印をつけていく。なかなか決まらないときは、1000曲くらい聴くこともある。そのうち5曲くらいをアレンジに出し、アレンジャーがあげてきたものを聴き、最終的に1曲に決めてから、作詞にとりかかる[82]。
- 自身の作成した歌詞は「詩」ではなく「詞」と考えており、誰の口からその言葉が発せられるのかを念頭に作詞しているため、多少違和感があっても、耳に残るような歌詞や声のニュアンスを重視している[83]。
- 通常は作詞を終えた後にタイトルを付けるスタイルを採用している[84]。例外として、美空ひばりの「川の流れのように」はタイトルを先に決めて詞を書いた[84]。
- 秋元康という名前が出ることで企画性が強いとか何かを狙っている仕掛け的な捉え方をされて音楽のアーティスティックな部分より売る意図が注目されすぎるデメリットがある場合、作詞をしても裏方に徹してクレジットに名前を出さないことがある[85]。
- 作詞家のデビュー前、相談も兼ねて歌詞をやしきたかじんに見せたところ「全然アカン、話にならん。持って帰れ」と厳しく評定された[86]。たかじんに言わせると「単なる文章であって歌詞とはいえない」という評価であった[86]。しかし、結果的にその歌詞の中からヒットする作品が出ることとなり、たかじんは「えらいことした。あの中からなんぼかもろといたらよかった」と話のタネにし、これに対して秋元も「たかじんさんはこだわりが強いから、納得できる歌詞を書くのは至難の業」と語っている[87]。また、たかじんによるとこの時歌詞を見せただけではなく、秋元は「このまま放送作家だけを続けていても、せいぜい一千万や数千万の収入で天井が見えている。自分はこのままで終わりたくない」という趣旨の相談をしていたという[88]。それから30年あまりの時を経た2010年に、たかじん生涯最後のシングルとなった「その時の空」で歌詞の提供が実現している[89]。
- 秋元本人が歌唱に参加している楽曲が一つある[要出典]。とんねるずと番組スタッフから成る野猿の「First impression」のカップリング曲「TODAY」で、作曲の後藤次利と共に全スタッフとして参加した[要出典]。『とんねるずのみなさんのおかげでした』で歌の披露に参加した[要出典]。

### プロデューサー（音楽・演劇）
以下、プロデューサーとしての年譜である。

#### アイドルグループ・音楽ユニット・劇団・ロックバンド
- 1985年 - 1987年、おニャン子クラブ[注釈 17]
- 1986年 - 1987年、息っ子クラブ[注釈 18]
- 1989年、BANANA[注釈 19]
- 1989年 - 1990年、幕末塾[注釈 20]
- 1990年、劇団フロントホック[91]
- 1992年 - 1993年、ねずみっ子クラブ[注釈 21]
- 2001年 - 2006年、推定少女[注釈 22]
- 2005年、AKB48
- 2008年、SKE48
- 2009年 - 2012年、SDN48
- 2010年、NMB48
- 2011年、HKT48、乃木坂46、JKT48
- 2012年 - 2016年、SNH48
- 2014年 - 2024年、Thinking Dogs
- 2015年、NGT48
- 2015年 - 2019年、けやき坂46（2019年に日向坂46に改名）
- 2015年 - 2020年、欅坂46（2020年に櫻坂46に改名）
- 2016年、BNK48、22/7[注釈 23]
- 2017年、STU48、劇団4ドル50セント[注釈 24]
- 2017年 - 2022年、ラストアイドル
- 2018年、TPE48（現・AKB48 Team TP）、MNL48、AKB48 Team SH
- 2018年 - 2019年、京都SUSHI劇場
- 2018年 - 2021年、青春高校3年C組、IZ*ONE[94][95]、ハイスクールチルドレン、SGO48、ザ・コインロッカーズ[注釈 25]
- 2018年 - 2022年、吉本坂46
- 2019年、日向坂46（けやき坂46より改名）、CGM48
- 2019年 - 2022年、DEL48
- 2020年、櫻坂46（欅坂46より改名）
- 2022年、ブルーベリーソーダ[97]
- 2023年、SHOW-WA & MATSURI[98]、僕が見たかった青空[99]、WHITE SCORPION[100]
- 2023年 - 2025年、フジコーズ[101]
- 2024年、Rain Tree[102][103]、たべっ子キッズ[104]、KLP48

#### イベント
- 2006年5月、東京ドームで開催された韓国人俳優イ・ビョンホンのイベントの総合演出を手掛ける[105]。2007年秋には日本全国4か所で開催されたイ・ビョンホン『アリーナツアー』の演出を担当した[106]。

### 企業・官公庁・プロデューサー（音楽・演劇以外）
セガ
- 1998年、家庭用ゲーム機メーカーのセガが開発したドリームキャストの宣伝戦略プロデューサーを担当し、同社の社外取締役にも就任した。

ライブドア
- 2004年11月、ライブドア傘下のコンテンツ配信会社サイバーアソシエイツの取締役に就任した。その後ライブドアに一連の不祥事が発生し、辞任した。

日本郵政公社
- 2005年、日本郵政公社（後の日本郵政グループ）の「手紙ドキドキプロジェクト」の総合プロデューサーに就任し、オリジナルネットシネマやキャンペーンソングの作詞を手がける。

文部科学省
- 2013年、文部科学省がグローバル人材育成事の一貫として実施した官民協働の海外留学創出キャンペーン「トビタテ!留学JAPAN」をプロデュースした。同年12月15日にプレス発表が行われ、翌2014年2月14日にネット公開された。

アイペット損害保険
- 2018年3月31日付でアイペット損害保険の株式を47,000株（持株比率1.0%）保有していたが、その後の保有状況は有価証券報告書からは明らかではない。なお、現在同社の全株式は、アイペットホールディングス株式会社が保有している。

KeyHolder
- 2018年6月18日、KeyHolderの特別顧問に就任することが発表された。また同日、秋元らを割当予定先とする新株予約権の募集が開示され、同年7月24日に、発行価額の払込が完了した。発行価額は1株あたり1円で、秋元への割当数は25,066,600株、発行価額の払込総額は、25,066,600円だった。
- 2020年3月2日、上述の経緯により秋元に割り当てられていた新株予約権（第2回新株予約権）の強制行使条項が発動し、予め定められた期間内（2028年7月23日まで）に、発動時の時価の約2倍という不利な条件（行使価額は1株あたり125円で25,066,600株。払込総額31億3,332万5千円。なお、同年2月28日の終値は62円）でKeyHolderの新株を強制的に引き受けることとなった。
- 2024年6月30日付で株式会社KeyHolderの株式を144万株（持株比率7.65%）保有している。

ブランジスタ
- 友人の近藤太香巳が創業したNEXYZ.Groupの上場子会社、ブランジスタの株式を、2023年3月31日付を83,980株（持ち株比率0.65%）保有していたが、その後の保有状況は有価証券報告書からは明らかではない。

ギグワークス・日本直販
- 2023年9月、日本直販の総合プロデューサーに就任。
- 2023年12月、ギグワークスは秋元康、実弟の秋元伸介と共同で出資する合弁会社「株式会社Green Light」の設立を発表した。同社への秋元の出資比率は35%である。

「うんこや」
- 青山で、「うんこ」をコンセプトとする飲食店「うんこや」をプロデュースしていた。メニューに「たっぷりうんこして帰ってください」と書かれており、箸置きがうんこの形など、かなり変わったカフェバーだった。

### 記録・受賞
- 2008年11月、ジェロの『海雪』で日本作詞大賞受賞。デビュー曲による大賞受賞は2例目。
- 日本レコード大賞の獲得は、2009年12月にAKB48と共に特別賞を受賞したのが初めてである[121]。2011年、作詞を手掛けたAKB48の「フライングゲット」が第53回日本レコード大賞の大賞を、翌12年同じく作詞を手掛けたAKB48の「真夏のSounds good !」が第54回日本レコード大賞の大賞を受賞し2連覇を達成した[122][123]。また、自身初となる作詩賞を受賞した[124]。2017年に作詞を手掛けた乃木坂46の「インフルエンサー」が第59回日本レコード大賞の大賞を、翌18年同じく作詞を手掛けた乃木坂46の「シンクロニシティ」が第60回日本レコード大賞の大賞を受賞し再度2連覇を達成した[125][126]。
- 2011年度・2012年度のJASRAC賞で2年連続金・銀・銅賞の三賞を独占した。JASRAC賞での三賞独占は他に小室哲哉（1995年度）が達成しているのみで、2年連続は秋元が唯一となる[127]。
- 2013年2月、第40回アニー賞音楽賞を、ヘンリー・ジャックマン、スクリレックス、アダム・ヤング、マシュー・シイッセン、ジェイミー・ヒューストンらとの連名で受賞した[128]。
- 2015年12月8日、当時のAKB48の最新シングル『唇にBe My Baby』が、店着初日にあたる8日の売上枚数を集計した12/8付オリコンデイリーシングルランキングで81.3万枚を記録したことにより、作詞シングル総売上枚数が10,022.6万枚を記録し、前人未到の1億枚に達した[注釈 26]。作詞家として歴代1位である。そのうち最も売上の大きいアーティストはAKB48であり、2015年12月8日現在の総売上枚数は3615.8万枚となっている。2015年12月7日にHKT48 feat.氣志團の「しぇからしか!」が週間チャート1位を記録したことにより、秋元が作詞したシングルが週間1位を記録した回数は、菊池桃子の「卒業」（1985年2月発売）から通算して、129回となった。作詞家歴代1位である（チャート1位シングルを参照）[129]。
- 2022年4月28日、紫綬褒章を受章[130][131]。
- 作詞家歴30年、シングルのミリオンセラー19回（2014年10月時点）で、多数の賞を受賞している[132]。最初にミリオンセラーを出した曲はとんねるずの「ガラガラヘビがやってくる」で、2015年12月現在の累積売上は、140.9万枚[133][129]。

### 交友関係
亀渕昭信・朝妻一郎・奥山侊伸
- 放送作家デビューのきっかけとなったニッポン放送の亀渕昭信と、作詞家としての才能を見出した朝妻一郎とは、長年の親交がある。朝妻は秋元を「秋元くん」と呼んでいる。
- 秋元は奥山侊伸を「放送作家の師匠」と仰ぐ。「テレビの仕事を手伝わせてくださって、それが『ザ・ベストテン』の立ち上げの時で、それから『ベルトクイズQ&Q』とか、とにかく色々な番組をやりましたね」と話している。

港浩一
- フジテレビ元社長の港浩一が1980年に『ザ・ラストショー』という深夜バラエティ番組でディレクターデビューした時の構成作家が秋元であり、『オールナイトフジ』『夕やけニャンニャン』、とんねるずの番組等を通じて、深い親交がある。港は「さん付けすると他人行儀になる」という理由で「秋元」と呼び捨てにしており、秋元のことを「長年の盟友」と称している。
- 秋元は、港社長の肝いりで始まった『オールナイトフジ』の後継番組『オールナイトフジコ』の総合プロデューサーを務めている。

見城徹
- 幻冬舎社長の見城徹とは、40年近い親交がある。秋元は2022年、自身が企画を務めるラジオ番組『TOKYO SPEAKEASY』において見城との対談を行い、見城が月刊カドカワの編集長をしていた時「小説を書かないか」と秋元を誘い、ケンカしたと話している。その後しばらく見城は「敬遠してた」と語っており「それでまあ再会して、またお付き合いさせていただくようになったのはこの10年ちょっとぐらい」と話している。秋元は放送当時の見城との関係について「今や見城会の仲間」とも話しており、見城は秋元について「再会して、深く付き合ってみるとずるさのみじんもないからさ。本当に謙虚だからさ、本当にびっくりしたんだよ」と語っている。
- 秋元は見城の著書に帯コメントを寄せたことがあり、幻冬舎は秋元がプロデュースするアイドルグループの写真集等の書籍を多数出版している。
- 秋元は見城が2012年に設立した幻冬舎の出版ベンチャーである株式会社giftの最高顧問を務めた。なお同社は2014年に株式の81.5%がパス株式会社に売却されており、売却後の同社に秋元が関与しているかどうかは不明である。
- 見城は秋元が委員を務めるテレビ朝日放送番組審議会の委員長を務めているほか、秋元が総合プロデューサーを務めていたブランジスタゲームのかつての親会社ブランジスタの顧問を務めている。

安倍晋三
- 秋元は、政府が2013年2月に設置した「クールジャパン推進会議」に有識者として参加しており、同年3月に行われた初会合を機に安倍晋三首相（当時）と急接近したとFRIDAYが報じている。その会合において、秋元と安倍が会話している様子を収めた写真が首相官邸のFacebookに公開されており、首相官邸は「日本の眠れる『宝』（音楽、映画、アニメ等のコンテンツ）をどうやって海外に売り込んでいくのか（中略）秋元康さんなど世界で活躍されている方々に集まっていただき、議論を始めました」と説明している。同年10月、秋元は自宅に安倍首相、下村博文文部科学大臣と小泉進次郎復興政務官（肩書はいずれも当時）を招き昼食をともにした。秋元は、2014年1月、産経新聞で安倍と対談し、クールジャパンをいかに盛り立てていくかを語り合っている。
- 2015年6月、FRIDAYは、かつて首相官邸として使用され、大臣達が組閣時に記念撮影を行っていた首相公邸の西階段で前列に安倍首相を挟む形で秋元康、見城徹らが並んで立っている写真を入手し「組閣ごっこ写真」として報じた。ウェブメディアのリテラは「歴史的な場所を私物化し、憲政の伝統を踏みにじる行為」と批判した。
- 安倍と見城は親交があり、安倍と秋元にとって見城は共通の知人といえる。

堀江貴文
- 実業家の堀江貴文と親交があり、ライブドア事件が起きる前、ライブドアの子会社の取締役を務めていた（詳細はライブドアを参照）ほか、堀江は「ホリエモンというニックネームを世に広めたのは秋元康さん」と証言している。
- 堀江は、秋元のアイドルプロデュース業に「テレビ局に依存すると、テレビ局が全部ライツを持っていく」「テレビ局に依存するな」とアドバイスしている。結果的にこのアドバイスは生かされたといえ、秋元は特定のテレビ局に依存しない形でアイドルのプロデュースを行った。
- 秋元は、堀江の著書『ゼロ なにもない自分に小さなイチを足していく』に「本の表紙があまりにもきれい過ぎる。これじゃあ、ミリオン(100万部)いかねぇぞ」とダメ出ししており、その理由を「お前の魅力って思われてる部分っていうのは、ある意味"いかがわしいホリエモン"みたいなモノも込みのキャラクター、価値だから。それが無くなっちゃうと、みんなが魅力を感じなくなる」と指摘した。堀江はこの指摘について「秋元さんは、本当に常に考えてるなって思って。プロデューサーとしてはかなわないなって思います」と感服していた。
- 秋元は「堀江貴文氏仮釈放後第一弾プロジェクト」として立ち上げられたトークアプリ「755」のアカウントを2014年9月に開設しており、仕事仲間とコミュニケーションをとったり、ファンからのコメントに「ね。」と短く返信するなどしていた（2025年1月現在、最新の投稿は2022年4月3日付となっている）。

熊谷正寿
- GMOインターネット創業者の熊谷正寿と親交があり、熊谷のXやインスタグラムに秋元と会食している様子がたびたび投稿されており、熊谷は会食を共にした秋元達を「尊敬する大先輩達」と称している。また、熊谷が所有するプライベートジェットに秋元らが搭乗し、鳥取までカニを食べに行った様子が、エイベックス創業者の松浦勝人の公式YouTubeチャンネルに投稿されている。なお、いずれの会食にも見城徹が同席している。
- 2014年5月、秋元が見城と共にシャンパーニュ騎士団のシュバリエに叙任された際は、熊谷が会場に出向き祝福したことを自身の公式サイトで明かしている。
- GMOインターネットは従業員を出演させたGMOインターネットVer.の『恋するフォーチュンクッキー』と『心のプラカード』のミュージックビデオを製作しており、AKB48の公式YouTubeチャンネルで公開されている。
- GMOインターネットが運営するお名前.comのCMにAKB48が出演したことがあるほか、GMOが主催するゲームイベントに乃木坂46と欅坂46のメンバーが登壇したこともある。
- 熊谷は、上述の「首相公邸での記念撮影」の被写体となっている。

松浦勝人
- エイベックスの松浦勝人と親交があり、上述のプライベートジェットに同乗しているほか、秋元を含む経営者仲間を「いつものメンツ」と称し、会食を共にする様子をたびたびSNSに投稿している。
- 秋元にとって松浦はビジネスパートナーでもあり、秋元がプロデュースする劇団4ドル50セント、僕が見たかった青空、SHOW-WA、MATSURIにはエイベックスが関係しているほか、秋元の実弟である秋元伸介が代表を務めるY&N Brothersとエイベックスが共同出資するエイベックス・AY・ファクトリーの子会社には兒玉遥、岡田奈々、村山彩希が所属している（かつては、元欅坂46の今泉佑唯も所属していた）。
- 松浦は株式会社gift設立時に名誉会長を務めていた。

藤田晋
- サイバーエージェントの藤田晋と親交があり、秋元のInstagramに見城徹、松浦勝人と共に開いた食事会の様子が投稿されている。秋元は藤田らを「気心の知れた仲間」と表現している。
- 藤田は株式会社gift設立時に同社の取締役副会長を務めていた。

近藤太香巳
- NEXYZ.Groupの創業者、近藤太香巳と親交があり、上述のプライベートジェットに同乗しているほか、2015年の近藤の誕生日には、秋元からサプライズの祝福があったことを近藤自身のFacebookで明かしている。
- 近藤は、NEXYZ.Groupの上場子会社、ブランジスタの取締役でもあり、秋元が総合プロデューサーを務めるクレーンゲームアプリ「神の手」の発案者である。秋元に企画を持ち込んだところ、その場でプロデューサーを引き受けたことを、近藤は自身のFacebookで明かしている。なお、秋元は「神の手」リリースに際し寄せた手紙の中で、「1年くらい前に、友人からスマホゲームの企画を相談されました」「新たな景品を企画開発したいと聞いて、プロデュースをお引き受けすることにしました」と明かしている。
- NEXYZ.Groupの従業員がパフォーマンスする『恋するフォーチュンクッキー』のミュージック・ビデオがAKB48の公式YouTubeチャンネルにアップロードされている。
- 近藤は、上述の「首相公邸での記念撮影」の被写体となっている。
- 近藤は、2019年、ビジネスを通して社会に貢献した人物を顕彰する「シーバスリーガル ゴールドシグネチャー・アワード」を受賞しており、特別審査員を務めた秋元は、近藤について「人を惹きつける力があり、人にエネルギーを与え続けるということがそれだけで社会貢献であり、働くことや生きることの楽しさを与えてくれる力は本当にすごい」と、「人間力」を高く評価するコメントを残した。

西山知義
- レインズインターナショナル、ダイニングイノベーション創業者の、西山知義と親交があり、上述のプライベートジェットに同乗しているほか、湯河原町のラーメン店「飯田商店」に連れて行ってもらったことがあり、その味を「すさまじい衝撃」「心の底から感動」と表現した。秋元は西山の店選びを「僕のなかで、西山のお薦めにハズレなしという鉄則があって（笑）」と高く評価している。

小山薫堂
- 放送作家の小山薫堂とは、メールをやりとりする関係であり、秋元との対談において、小山は秋元からメールがきた時の心境を「秋元さんからメールがきた！　何とか秋元さんを喜ばせなきゃ！」「頼られてる！」と話しており、相手が想像している以上の答えを出したときに自分が認められると思ったことを明かした。
- 秋元と小山は、幻冬舎が刊行する雑誌「ゲーテ」の「美食を探求する4兄弟」に選ばれており、見城徹が長男、秋元は次男、小山は三男である。
- 小山は、秋元が教授と副学長を務めていた、京都芸術大学の副学長と芸術学部の教授を務めている。

中田英寿
- 元サッカー選手で実業家の中田英寿と親交があり、2014年5月には大阪でトークショーを行っているほか、2023年3月、秋元は中田とのツーショットを自身のInstagramで公開している。
- 中田は「ゲーテ」におすすめのレストラン情報を寄せており、「美食を探求する4兄弟」の四男でもある。

桑田佳祐
- サザンオールスターズの桑田佳祐は作詞家としての秋元の才能を認めており、桑田のレギュラーラジオ番組『桑田佳祐のやさしい夜遊び』（TOKYO FM）で秋元が作詞した楽曲をかけた際には「秋元さん弟子にしてください、稼ぎたい!」「（秋元が）『ザ・ベストテン』で構成作家していたころに、（桑田が）アルバムを何枚も渡したじゃないか。仕事回してくれよ!」などとジョークを述べたこともある。

長渕剛
- 長渕剛とは、長渕が初めてのラジオパーソナリティを担当した番組の放送作家として知り合った。

古舘伊知郎
- 古舘伊知郎とは、『おしゃれカンケイ』『筋肉番付』『クイズ赤恥青恥』『しあわせ家族計画』など数々の番組を共作し、友人関係でもある。

寺田恵子
- メタルバンド・SHOW-YAの作詞を手がけたことがあるが、寺田恵子と言い争いになったことがある。

小室哲哉
- 小室哲哉とはやしきたかじんの「その時の空」で初の共作で楽曲を提供した。

後藤次利
- 作曲家・後藤次利とは「ゴールデンコンビ」と言われている。

田原総一朗
- ジャーナリストの田原総一朗はAKB48の大ファンであり、秋元との対談本（秋元康#書籍を参照）を出版しているほか、著名人が劇場公演をプロデュースする特別公演の一環として、田原総一朗プロデュースによる「ド〜なる?!ド〜する?!AKB48」公演が実施された。

つんく♂
- 同じ作詞家でアイドルプロデューサーという共通点を持つつんく♂と親交がある。つんく♂の楽曲を網羅したガイドブック『ALL THE SONGS OF つんく♂』の中で、秋元との対談が実現している。
- つんく♂の著書『だから、生きる。』では、秋元から「プロデュースは、教え子と結婚してこそ完結だから」と言われたことを明かしている。一方、つんく♂は産経ニュースのインタビューで、1997年、アイドルのプロデューサー業に乗り出すにあたり「まず、自分が高校生のファンだとして、『どんな問題が起こったら、そのアイドルの応援をやめるだろうか』と考えました。メンバーとプロデューサーの距離が近すぎたら、本気でむかつくだろう、もし何か間違いが起こったら発狂するだろう、と思ったので、モーニング娘。のシングル3 - 4枚目までは、テレビの同じ画面には絶対に収まらないようにしていましたね」と、アイドルとの距離感を厳格に管理していたことを明かしている。このエピソードは、自らがプロデュースするアイドルと結婚した秋元と好対照をなすエピソードといえる。

### 映画への思い
- 少年期より映画好きであり、古今東西の映画を鑑賞している映画ファンである。スティーブ・マックイーン主演の『大脱走』は少年期に見た、強い印象を受けた映画の一本であり、同じく同作に衝撃を受けた三谷幸喜と共に番組で同作の名を挙げて語った[181]。
- 海外ドラマも好きで、『FRINGE/フリンジ』を鑑賞した際に「相当面白い」と絶賛していた[182]。

## 作品

### 番組
- ※ - ノンクレジット[要出典]。

2025年現在放送中
- ミライ☆モンスター→ライオンのミライ☆モンスター→ミラモンGOLD（企画・協力）
- TOKYO SPEAKEASY（企画）[183]
- キッチンカー大作戦!（企画・監修）[184]
- 自身がプロデュースするグループの冠番組
  - 乃木坂工事中（企画）
  - 乃木坂46のオールナイトニッポン（企画）
  - 乃木坂スター誕生!SIX（企画プロデュース）[185]
  - そこ曲がったら、櫻坂?（企画）
  - 日向坂で会いましょう（企画）

定期・不定期
- 自身がプロデュースするグループの冠番組
  - AKB48 ネ申テレビ（企画）
  - STU48 イ申テレビ（企画）
  - 22/7 計算外（企画）

過去
- ベルトクイズQ&Q（構成）
- スーパーダイスQ（構成）
- ひらけ!ポンキッキ（構成）
- 燃えよせんみつ足かけ二日大進撃（構成）
- あおぞらワイド（構成）[36]
- タモリのオールナイトニッポン（構成）[186]
- 長渕剛のオールナイトニッポン（構成）[34]
- ザ・パンチ・パンチ・パンチ（構成）[36]
- セイ!ヤング（構成）[36]
- ペパーミントストリート 青春大通り（構成）[36]
- ザ・ベストテン（構成）
- ザ・ラストショー（構成）[187]
- アップルハウス（構成）
- モーニングサラダ（構成）
- オールナイトフジ（構成）
- コラーッ!とんねるず（構成）
- 夕やけニャンニャン（構成）
- 夕食ニャンニャン（企画・協力）
- 鶴太郎の大人によくないテレビ（構成）
- SAKAIです〜デザートーク〜（構成）
- フローズン・ホラー・ショー（プロデュース）
- とんねるずのみなさんのおかげです（構成）
- 秋元流（監修）
- とんねるずの生でダラダラいかせて!!（監修）
- MJ -MUSIC JOURNAL-（構成）
- おしゃれカンケイ（構成）
- クイズ悪魔のささやき（構成）
- クイズ赤恥青恥（企画・監修）※
- うたのなる木（監修）
- 筋肉番付→体育王国（監修）
- うたばん（構成）
- 最大公約ショー（企画）※
- 輝く日本の星!（構成）
- しあわせ家族計画（企画）※
- とんねるずの本汁でしょう!!（アドバイザー）
- 魔がサスペンス劇場（企画）
- 山田邦子のしあわせにしてよ（企画・演出）
- そんなに私が悪いのか!?（企画）
- サタッぱち 古舘の日本上陸（企画）※
- サタッぱち 古舘の買物ブギ!!（企画）※
- 秋元康 自分の時間（企画、出演）
- アイ×カチ（監修）
- やしがにのウインク（監修）
- カヴァーしようよ!（企画・監修）
- 石橋を叩いて笑う〜ゴッホの耳〜（企画・監修）
- イシバシ・レシピ（監修）
- トヨタプレゼンツ 秋元康のドラマティックドライブ〜いつも誰かと〜（脚本・監修）
- おしゃれイズム（ブレーン）
- 三竹天狗（監修）
- 久米宏のテレビってヤツは!?（監修）
- クメピポ! 絶対あいたい1001人（監修）
- ワケありバンジー（原案・監修）
- さしこのくせに〜この番組はAKBとは全く関係ありません〜（企画プロデュース）※
- 解禁!(秘)ストーリー 〜知られざる真実〜（監修）
- AKB48秋元才加・宮澤佐江のうっかりチャンネル（企画）
- ガチガセ（企画・協力）
- スナック喫茶エデン（企画）
- 指原の乱（企画）
- 淳・ぱるるの○○バイト!（企画）
- フルタチさん（企画）※
- 真夜中（企画）
- トーキングフルーツ（企画・協力）※
- とんねるずのみなさんのおかげでした（構成）
- おしゃべりオジサンと怒れる女→おしゃべりオジサンとヤバイ女（監修・協力）※
- PRODUCE 48（監修）
- 白昼夢（企画・協力）
- EXD44（企画・監修）
- 今日から友達になれますか?（企画・協力）
- スマートフォンデュ→無料屋（企画）
- 電脳トークTV〜相内さん、青春しましょ!〜→電脳トークTV2〜相内さん、青春しましょ!〜→電脳トークTV2.5〜相内さん、青春忘れてませんか?〜→電脳トークTV2.6→電脳トークTV3〜相内さん、ずっと青春続けましょ〜（企画・監修）
- つぶし合いクイズ!悪意の矢（企画）[188]
- 勝手屋本舗〜どん底からの再建ビフォーアフター〜（企画）[189]
- ぶっこみミサイル!〜ホントに聞いちゃっていいの?〜（企画）[190]
- 青春高校3年C組（企画・監修）[191]
- みえる（企画・監修）[192]
- 古舘伊知郎のオールナイトニッポンGOLD（企画）
- 人名探究バラエティー 日本人のおなまえっ!→ネーミングバラエティー 日本人のおなまえっ!→日本人のおなまえ（企画・監修）※
- MUSIC BLOOD（企画・協力）
- 2分59秒（企画・監修）[193]
- 恋するアテンダー（企画・監修）
- ヒロミ・指原の“恋のお世話始めました”（企画・監修）[192]
- 私が女優になる日＿（総合プロデューサー・脚本）[194][195]
- オールナイトフジコ（総合プロデューサー）[196]
- 自身がプロデュースするグループの冠・メインレギュラー番組
  - AKB1じ59ふん!（企画・協力）
  - AKB0じ59ふん!（企画・協力）
  - AKBINGO!（企画・協力）
  - 週刊AKB（企画）
  - 有吉AKB共和国（監修）
  - AKB48のオールナイトニッポン（企画）
  - AKB600sec.（企画・協力）
  - AKBと××!（監修）
  - なるほど!ハイスクール（企画・協力）
  - AKB48コント「びみょ〜」（監修）
  - ヨンパラ FUTUREゲームバトル（企画）
  - AKB48のあんた、誰?（企画）
  - AKB自動車部（企画・協力）
  - びみょ〜な扉 AKB48のガチチャレ（統括プロデューサー・企画）
  - AKB子兎道場（企画）
  - サタデーナイトチャイルドマシーン（企画プロデュース）
  - AKB映像センター（企画）
  - AKB48コント「何もそこまで…」（統括プロデューサー・企画）
  - 恋愛総選挙（企画）
  - てんとうむChu!の世界をムチューにさせます宣言!（企画プロデュース）
  - AKBでアルバイト（企画）
  - ※AKB調べ（企画プロデュース）
  - AKB48 旅少女（企画プロデュース）
  - 僕らが考える夜（企画）
  - AKB48の今夜はお泊まりッ（企画プロデュース）
  - 指原カイワイズ（企画）
  - さしこく〜サシで告白する勇気をあなたに〜（企画）
  - AKB チーム8のブンブン!エイト大放送（企画プロデュース）
  - AKB48チーム8のKANTO白書 バッチこーい!（企画）
  - AKB48 サヨナラ毛利さん（企画・協力）[197]
  - すっぽんの女たち→すっぽんの女たち2→すっぽんの女たち〜巣に帰る〜（監修）
  - イッテ♡恋48（企画）
  - SKE48のマジカル・ラジオシリーズ（企画・協力）
  - SKE48のエビフライデーナイト（企画プロデュース）
  - SKE48 エビショー!（企画プロデュース）
  - SKE48 エビカルチョ!（企画プロデュース）
  - SKE48の火曜アルバイト劇場（企画）
  - SKE48 むすびのイチバン!（企画・監修）
  - SKEBINGO!（企画プロデュース）
  - SKE48のバズらせます!!（企画・監修）
  - SKE48 ZERO POSITION 〜チームスパルタ!能力別アンダーバトル〜（企画・協力）
  - なにわなでしこ（企画・協力）
  - NMB48 げいにん!シリーズ（企画プロデュース）
  - NMBのめっちゃバイト（企画）
  - HaKaTa百貨店シリーズ（企画プロデュース）
  - HKT48のおでかけ!（企画）
  - HKTシャカリキ48!（企画）
  - HKT48の「ほかみな」〜そのほかのみなさん〜（企画）
  - HKT48 vs NGT48 さしきた合戦（企画プロデュース）
  - HKTBINGO!（企画プロデュース）[198]
  - NGT48のにいがったフレンド!（企画）
  - STU48のセトビンゴ!（企画プロデュース）
  - 乃木坂って、どこ?（企画）
  - 乃木坂46×HKT48 冠番組バトル!（企画プロデュース）
  - NOGIBINGO!シリーズ（企画プロデュース）
  - 乃木坂46えいご（企画プロデュース）
  - 乃木坂46 4th Anniversary 乃木坂46時間TV（企画）
  - My first baito（企画）
  - 乃木坂どこへ（企画プロデュース）
  - ノギザカスキッツ→ノギザカスキッツ ACT2（企画プロデュース）
  - 乃木坂スター誕生!→乃木坂スター誕生!2（企画プロデュース）[199]
  - 新・乃木坂スター誕生!（企画プロデュース）[200]
  - 超・乃木坂スター誕生!（企画プロデュース）
  - 欅って、書けない?（企画）
  - KEYABINGO!シリーズ（企画プロデュース）
  - ひらがな推し（企画）[201]
  - HINABINGO!シリーズ（企画プロデュース）[202]
  - 開店!みーぱんベーカリー（企画・協力）
  - 大好き!日向坂46〜芸能界おひさま化計画&ライブ映像蔵出しSP〜（企画）
  - 日向坂46です。ちょっといいですか?（企画）
  - 日向坂ミュージックパレード（企画プロデュース）[203]
  - 新・日向坂ミュージックパレード（企画プロデュース）
  - 吉本坂46が売れるまでの全記録（企画）
  - ラストアイドル（総合プロデュース・企画・原案）
  - ロッカーに何、入れる?（企画）
  - 22/7 計算中（企画）
  - 22/7 検算中（企画）[204]
  - 坂道の向こうには青空が広がっていた。（企画）[205]

### テレビドラマ
- 卒業-GRADUATION-（1985年） - 企画
- 季節はずれの海岸物語（1988年） - 監修
- びんた（1990年） - スーパーバイザー
- クリスマス・イブ（1990年） - 監修
- あしたがあるから（1991年） - 企画
- 愛はどうだ（1992年） - 企画
- ホームワーク（1992年） - 企画・協力
- ポケベルが鳴らなくて（1993年） - 企画・原案
- そのうち結婚する君へ（1994年） - 企画・原作
- アリよさらば（1994年） - 企画・原案
- Vの炎（1995年） - 企画
- クリスマスキス〜イブに逢いましょう（1995年） - 企画・監修
- きっと誰かに逢うために（1996年） - 企画
- ハンサムマン（1996年） - 企画・監修
- 硝子のかけらたち（1996年） - 企画・協力
- デジドラ・ワンシーン（1998年） - 企画
- グラウエンの鳥籠（1999年） - 企画・製作総指揮
- 笑う三人姉妹（2005年） - 脚本
- ですよねぇ。（2006年） - 総合プロデュース
- マジすか学園シリーズ（2010年 - 2018年） - 企画・原作
  - マジすか学園（2010年）
  - マジすか学園2（2011年）
  - マジすか学園3（2012年）
  - マジすか学園4（2015年）
  - マジすか学園5（2015年）
  - マジすか学園0 木更津乱闘編（2015年）
  - キャバすか学園（2016年）
  - マジムリ学園（2018年）
- 桜からの手紙 〜AKB48 それぞれの卒業物語〜（2011年） - 企画・原案
- さばドル（2012年） - 企画・制作
- ミューズの鏡（2012年） - 企画・協力
- メグたんって魔法つかえるの?（2012年） - 企画プロデュース
- 学校の怪談（2012年） - 企画・監修[注釈 31]
- ミエリーノ柏木（2013年） - 企画・原作
- クロユリ団地〜序章〜（2013年） - 企画
- 女子高警察（2013年） - 企画・協力
- セーラーゾンビ（2014年） - 監修
- タモリと鶴瓶（2015年） - 脚本
- 初森ベマーズ（2015年） - 企画・原作
- AKBホラーナイト アドレナリンの夜（2015年） - 企画・原作
- 劇場霊からの招待状（2015年） - 企画
- AKBラブナイト 恋工場（2016年） - 企画・原作
- 徳山大五郎を誰が殺したか?（2016年） - 企画・原作
- AKB48総選挙スキャンダル アキバ文書（2016年） - 企画・原作
- CROW'S BLOOD（2016年） - 企画・原作
- 警視庁 ナシゴレン課（2016年） - 企画・原作
- 豆腐プロレス（2017年） - 企画・原案
- サヨナラ、えなりくん（2017年） - 企画・原作
- 残酷な観客達（2017年） - 企画・原作
- 愛してたって、秘密はある。（2017年） - 企画・原案
- Re:Mind（2017年） - 企画・原作
- ザンビ（2019年） - 企画・原作
- あなたの番です（2019年） - 企画・原案
- あなたの番です -反撃編-（2019年） - 企画・原案
- DASADA（2020年） - 企画・原作
- サムのこと 猿に会う（2020年） - 協力
- リモートで殺される（2020年） - 企画・原案
- 共演NG（2020年） - 企画・原作[206]
- あなた犯人じゃありません（2021年） - 企画
- あなたの写真にはドラマがある。イチモニ劇場（2021年） - 企画プロデュース・脚本[207]
- 死幽学旅行（2021年） - 企画・監修[208]
- 声春っ!（2021年） - 企画・原作[209]
- 漂着者（2021年） - 企画・原作・脚本[210]
- 真犯人フラグ（2021年） - 企画・原案[211]
- この初恋はフィクションです（2021年） - 企画・原案[212]
- じゃない方の彼女（2021年） - 企画・原作[213]
- ユーチューバーに娘はやらん!（2022年） - 企画・原作[214]
- もしも、イケメンだけの高校があったら（2022年） - 企画・原作[215]
- 吉祥寺ルーザーズ（2022年） - 企画・原作[216]
- よだれもん家族（2022年） - 企画・原案・監修[217]
- 赤いナースコール（2022年） - 企画・原作[218]
- 最初はパー（2022年） - 企画・原作・脚本[219]
- 差出人は、誰ですか?（2022年） - 企画・原案[220]
- 警視庁考察一課（2022年） - 企画・原作・脚本[221]
- ダ・カーポしませんか?（2023年） - 企画・原作・脚本[222]
- Dr.チョコレート（2023年） - 企画・原案[223]
- Maybe 恋が聴こえる（2023年） - 企画・原案[224]

### テレビアニメ
- OH!MYコンブ（1991年） - 企画・原作
- カラオケ戦士マイク次郎（1993年） - 企画・原作
- 象の背中 -旅立つ日-（2007年） - 企画・原作・総合プロデュース
- 続・象の背中 -バトンタッチ-（2009年） - 企画・原作・総合プロデュース
- AKB0048（2012年 - 2013年） - 企画・監修
- 22/7（2020年） - 総合プロデューサー[225]

### OVA
- ICE（2007年） - 企画・原案

### 映画
- 君は僕をスキになる（1989年11月3日） - 企画
- !［ai-ou］（1991年1月26日） - 企画
- グッバイ・ママ（1991年4月20日） - 脚本、監督
- Homeless（1991年11月9日） - 企画、脚本
- マンハッタン・キス（1992年6月13日） - 脚本、監督
- 中指姫 俺たちゃどうなる?（1993年11月13日） - 企画
- 恋と花火と観覧車（1997年2月15日） - 原作、企画、脚本
- ご存知!ふんどし頭巾（1997年10月10日） - 原作、企画
- ヒロイン! なにわボンバーズ（1998年10月24日） - 音楽プロデューサー
- 川の流れのように（2000年4月29日） - 脚本、監督
- Quartet カルテット（2001年10月6日） - 企画
- シックス・エンジェルズ（2002年7月6日） - 原案、企画
- ござまれじ（2003年4月26日） - 監督
- 銃声 LAST DROP OF BLOOD（2003年6月15日） - 原案、企画、脚本、監督
- 着信アリ（2004年1月17日） - 原作
- 着信アリ2（2005年2月5日） - 原作
- 着信アリFinal（2006年6月24日） - 原作
- 伝染歌（2007年8月18日） - 原作、企画
- 象の背中（2007年10月27日） - 原作
- ICE <劇場版>（2008年11月29日） - 原案、企画
- DOCUMENTARY of AKB48 to be continued 10年後、少女たちは今の自分に何を思うのだろう?（2011年1月22日） - 企画
- もし高校野球の女子マネージャーがドラッカーの『マネジメント』を読んだら（2011年6月24日） - 総合プロデュース
- DOCUMENTARY of AKB48 Show must go on 少女たちは傷つきながら、夢を見る（2012年1月27日） - 企画
- 劇場版 ミューズの鏡〜マイプリティドール〜（2012年9月29日） - 企画プロデュース
- 劇場版 私立バカレア高校（2012年10月13日） - 原作
- DOCUMENTARY of AKB48 NO FLOWER WITHOUT RAIN 少女たちは涙の後に何を見る?（2013年2月1日） - 企画
- クロユリ団地（2013年5月18日） - 企画
- NMB48 げいにん!THE MOVIE お笑い青春ガールズ!（2013年8月1日） - 企画プロデュース
- Seventh Code（2014年1月11日） - 企画
- 薔薇色のブー子（2014年5月30日） - 企画
- DOCUMENTARY of AKB48 The time has come 少女たちは、今、その背中に何を想う?（2014年7月4日） - 企画
- NMB48 げいにん!THE MOVIE リターンズ 卒業!お笑い青春ガールズ!!新たなる旅立ち（2014年7月25日） - 企画プロデュース
- 超能力研究部の3人（2014年12月6日） - 企画
- アイドルの涙 DOCUMENTARY of SKE48（2015年2月27日） - 企画
- 悲しみの忘れ方 Documentary of 乃木坂46（2015年7月10日） - 企画
- 劇場霊（2015年11月21日） - 企画
- 道頓堀よ、泣かせてくれ! DOCUMENTARY of NMB48（2016年1月29日） - 企画
- 尾崎支配人が泣いた夜 DOCUMENTARY of HKT48（2016年1月29日） - 企画
- 存在する理由 DOCUMENTARY of AKB48（2016年7月8日） - 企画
- ラストレシピ〜麒麟の舌の記憶〜（2017年11月3日） - 企画
- サニー/32（2018年2月17日） - スーパーバイザー
- 響 -HIBIKI-（2018年9月14日） - スーパーバイザー
- あの頃、君を追いかけた（2018年10月5日） - スーパーバイザー
- いつのまにか、ここにいる Documentary of 乃木坂46（2019年7月5日） - 企画
- キミだけにモテたいんだ。（2019年10月25日） - 原作、企画[226]
- 3年目のデビュー（2020年8月7日[227]） - 企画、監修[注釈 32]
- 僕たちの嘘と真実 Documentary of 欅坂46（2020年9月4日[229]） - 企画[注釈 33]
- 浅草キッド（2021年12月9日） - 企画、協力[231]
- あなたの番です 劇場版（2021年12月10日） - 原案、企画[232]

### 舞台
- PSST PSST〜シブがき隊ROCK PERFORMANCE〜（プロデュース）
- 古舘伊知郎 TALKING BLUES（総合プロデュース）
- 雪蛍恋乃滝（脚本・演出）[233]
- スタンディングオベーション（企画・原作）[234]
- アドレナリンの夜（企画・原作）[235]

### 書籍

#### 著書
- 『ジェリービーンズの片想い』CBS・ソニー出版、1987年2月14日。
- 『35m/mの原稿用紙。』集英社、1988年1月20日、1-207頁。ISBN 978-4-08-780099-9。
- 『みーんな、わがまま』マガジンハウス、1988年1月、1-227頁。ISBN 978-4-89578-004-9。
  - 『みーんな、わがまま』角川書店、1991年7月、1-244頁。ISBN 978-4-04-174502-1。
- 秋元康『バスルームのキリンたち 秋元康詩集』マガジンハウス、1988年3月、1-85頁。ISBN 978-4-8387-0018-9。
- さらば、メルセデス（1988年、マガジンハウス / 1991年、角川書店 / 2010年、ポプラ文庫）[236][237][238]
- 『101人のクズたち』マガジンハウス、1988年11月、1-141頁。ISBN 978-4-8387-0029-5。
- 『恋について僕が話そう』大和書房、1991年4月、1-189頁。ISBN 978-4-479-68035-2。
  - 『恋について僕が話そう』角川書店、1994年10月、1-194頁。ISBN 978-4-04-174507-6。
- Rooms
  - 『Rooms』フジテレビ出版、1994年11月、1-141頁。ISBN 978-4-594-01574-9。
  - 『僕がいない日には Rooms 2』フジテレビ出版、1995年3月、1-137頁。ISBN 978-4-594-01693-7。
  - 『〈もしもし〉の捨て場所 Rooms編』フジテレビ出版、1995年3月、1-299頁。ISBN 978-4-594-01692-0。
- 明日があるさ（2001年、勁文社） - 共著[239]。
- 『なるほどね、そーゆーことか』青春出版社、2003年8月、1-173頁。ISBN 978-4-413-00646-0。
- 着信アリ
  - 着信アリ（2003年、角川書店）[240]
  - 着信アリ 2（2004年、角川書店）[241]
  - 着信アリ Final（2006年、角川書店）[242]
  - 着信アリ テレビドラマ版（2005年、角川書店） - 原作[243]。
- 『贅沢な遺言』主婦と生活社、2004年7月、1-239頁。ISBN 978-4-391-12974-8。
- 象の背中
  - 象の背中（2006年、産経新聞出版）[244]
  - 象の背中 絵本版 続（2008年、光文社）[245]
  - 象の背中 旅立つ日 絵本版（2013年、光文社）[246]
- アドレナリンの夜
  - アドレナリンの夜 珠玉のホラーストーリーズ（2009年、竹書房）[247]
  - アドレナリンの夜（2015年、竹書房）[248]
  - アドレナリンの夜 悪夢ノ檻（2016年、竹書房）[249]
  - アドレナリンの夜 霊界ノ呪（2016年、竹書房）[250]
  - アドレナリンの夜 猟奇ノ血（2016年、竹書房）[251]
- 『恋工場 珠玉のラブストーリーズ』竹書房、2009年8月、1-297頁。ISBN 978-4-8124-3914-2。
- AKB48の戦略! 秋元康の仕事術（2013年1月25日、アスコム） - 田原総一朗と共著[252]。

#### 原案
- ポケベルが鳴らなくて（1993年）
- アリよさらば（1994年）
- シックス・エンジェルズ（2002年）
- ICE（2007年）
- もうひとつの象の背中（2007年）
- 桜からの手紙 〜AKB48 それぞれの卒業物語〜（2011年）
- 愛してたって、秘密はある。（2017年）
- 豆腐プロレス（2017年）
- あなたの番です（2019年）[253]
- リモートで殺される（2020年）[254]
- 真犯人フラグ（2021年）[211]
- この初恋はフィクションです（2021年）[212]
- よだれもん家族（2022年）[217]
- 差出人は、誰ですか?（2022年）[220]
- Dr.チョコレート（2023年）[223]
- Maybe 恋が聴こえる（2023年）[224]

#### 原作
- OH!MYコンブ（1991年）
  - OH!MYコンブ ミドル（2021年）[255]
- カラオケ戦士マイク次郎（1993年）
- そのうち結婚する君へ（1994年）
- あずきちゃん（1995年）
- ナースエンジェルりりかSOS（1995年）
- 10年レター（2005年）
- 着信アリ（2005年）
- 象の背中 (アニメーション)（2007年、2009年）
- まりもの花 〜最強武闘派小学生伝説〜（2010年）
- マジすか学園シリーズ（2010年 - ）
  - マジすか学園（2010年）
  - マジすか学園2（2011年）
  - マジすか学園3（2012年）
  - マジすか学園4（2015年）
  - マジすか学園5（2015年）
  - マジすか学園0 木更津乱闘編（2015年）
  - キャバすか学園（2016年）
  - マジムリ学園（2018年）[256]
- 私立バカレア高校（2012年）
- ミエリーノ柏木（2013年）
- So long !（2013年）
- 初森ベマーズ（2015年）
- AKBホラーナイト アドレナリンの夜（2015年）
- AKBラブナイト 恋工場（2016年）
- 徳山大五郎を誰が殺したか?（2016年）[257]
- AKB48総選挙スキャンダル アキバ文書（2016年）
- CROW'S BLOOD（2016年）
- 警視庁 ナシゴレン課（2016年）
- サヨナラ、えなりくん（2017年）
- 残酷な観客達（2017年）
- Re:Mind（2017年）
- ザンビ（2019年）
- DASADA（2020年）[258]
- 共演NG（2020年）[206]
- 声春っ!（2021年）[209]
- 漂着者（2021年）[210]
- じゃない方の彼女（2021年）[213]
- ユーチューバーに娘はやらん!（2022年）[214]
- もしも、イケメンだけの高校があったら（2022年）[215]
- 吉祥寺ルーザーズ（2022年）[216]
- 赤いナースコール（2022年）[218]
- 最初はパー（2022年）[219]
- 警視庁考察一課（2022年）[221]
- Bullets（2022年）[259]
- ダ・カーポしませんか?（2023年）[222]

### ゲーム
- ウルティマ 恐怖のエクソダス（監修・セリフアレンジ）[注釈 34]
- バナナン王子の大冒険（企画・監修）
- AKB1/48 アイドルと恋したら…（企画・原案・総合プロデュース）
- AKB1/48 アイドルとグアムで恋したら…（企画・原案・総合プロデュース）
- AKB1/149 恋愛総選挙（企画・原案・総合プロデュース）

### イベント
- 指原莉乃プロデュース『第一回ゆび祭り〜アイドル臨時総会〜』（指原莉乃と共にプロデューサーを務めた）

### その他
- 秋元康作詞塾  AKIMOTO YASUSHI SCHOOL 全4巻（日本音楽教育センター）

## 作詞

### チャート1位シングル
以下、週間チャート1位となったシングル作品。
- ★ - おニャン子クラブ関連作品。
- ☆ - AKB48グループ関連作品。
- ◇ - 坂道シリーズ関連作品。
- ○ - ミリオン作品。
- 無印 - その他作品。

| No. | リリース日     | 曲名 | アーティスト名            |    |
| --- | -------------- | --- | ------------------------- | -- |
| 1   | 1985年2月27日  | 卒業-GRADUATION- | 菊池桃子                  |    |
| 2   | 1985年5月15日  | BOYのテーマ | 菊池桃子                  |    |
| 3   | 1985年11月21日 | なんてったってアイドル | 小泉今日子                |    |
| 4   | 1986年1月1日   | 冬のオペラグラス | 新田恵利                  | ★  |
| 5   | 1986年1月21日  | バナナの涙 | うしろゆびさされ組        | ★  |
| 6   | 1986年2月21日  | じゃあね | おニャン子クラブ          | ★  |
| 7   | 1986年3月1日   | 季節はずれの恋 | 吉沢秋絵                  | ★  |
| 8   | 1986年3月21日  | 青いスタスィオン | 河合その子                | ★  |
| 9   | 1986年4月1日   | 私は里歌ちゃん | ニャンギラス              | ★  |
| 10  | 1986年4月10日  | 恋のロープをほどかないで | 新田恵利                  | ★  |
| 11  | 1986年4月21日  | おっとCHIKAN! | おニャン子クラブ          | ★  |
| 12  | 1986年5月2日   | 象さんのすきゃんてぃ | うしろゆびさされ組        | ★  |
| 13  | 1986年5月10日  | 夏を待てない | 国生さゆり                | ★  |
| 14  | 1986年5月21日  | 風のInvitation | 福永恵規                  | ★  |
| 15  | 1986年6月11日  | あじさい橋 | 城之内早苗                | ★  |
| 16  | 1986年6月21日  | 自分でゆーのもなんですけれど | ニャンギラス              | ★  |
| 17  | 1986年7月2日   | 再会のラビリンス | 河合その子                | ★  |
| 18  | 1986年7月16日  | 瞳に約束 | 渡辺美奈代                | ★  |
| 19  | 1986年7月21日  | お先に失礼 | おニャン子クラブ          | ★  |
| 20  | 1986年8月1日   | 不思議な手品のように | 新田恵利                  | ★  |
| 21  | 1986年8月14日  | ノーブルレッドの瞬間 | 国生さゆり                | ★  |
| 22  | 1986年8月27日  | 渚の『・・・・・』 | うしろゆびさされ組        | ★  |
| 23  | 1986年9月10日  | 鏡の中の私 | 吉沢秋絵                  | ★  |
| 24  | 1986年10月8日  | 深呼吸して | 渡辺満里奈                | ★  |
| 25  | 1986年10月15日 | 雪の帰り道 | 渡辺美奈代                | ★  |
| 26  | 1986年10月22日 | 悲しい夜を止めて | 河合その子                | ★  |
| 27  | 1986年11月1日  | 恋はくえすちょん | おニャン子クラブ          | ★  |
| 28  | 1986年11月23日 | 技ありっ! | うしろゆびさされ組        | ★  |
| 29  | 1986年12月3日  | あの夏のバイク | 国生さゆり                | ★  |
| 30  | 1987年1月1日   | ホワイトラビットからのメッセージ | 渡辺満里奈                | ★  |
| 31  | 1987年1月15日  | TOO ADULT | 渡辺美奈代                | ★  |
| 32  | 1987年1月21日  | NO MORE 恋愛ごっこ | おニャン子クラブ          | ★  |
| 33  | 1987年2月21日  | かしこ | うしろゆびさされ組        | ★  |
| 34  | 1987年4月8日   | マリーナの夏 | 渡辺満里奈                | ★  |
| 35  | 1987年4月15日  | PINKのCHAO | 渡辺美奈代                | ★  |
| 36  | 1987年5月7日   | 時の河を越えて | うしろ髪ひかれ隊          | ★  |
| 37  | 1987年5月21日  | かたつむりサンバ | おニャン子クラブ          | ★  |
| 38  | 1987年8月31日  | 禁断のテレパシー | 工藤静香                  | ★  |
| 39  | 1987年10月21日 | キスを止めないで | 小泉今日子                |    |
| 40  | 1992年1月24日  | ガラガラヘビがやってくる | とんねるず                | ○  |
| 41  | 1992年9月3日   | 一番偉い人へ | TUNNELS                   |    |
| 42  | 1992年10月28日 | クリスマスキャロルの頃には | 稲垣潤一                  | ○  |
| 43  | 1993年1月28日  | がじゃいも | とんねるず                |    |
| 44  | 2005年12月21日 | SNOW! SNOW! SNOW! | KinKi Kids                |    |
| 45  | 2009年10月21日 | RIVER | AKB48                     | ☆  |
| 46  | 2010年2月17日  | 桜の栞 | AKB48                     | ☆  |
| 47  | 2010年3月17日  | アッカンベー橋 | 渡り廊下走り隊            | ☆  |
| 48  | 2010年5月26日  | ポニーテールとシュシュ | AKB48                     | ☆  |
| 49  | 2010年7月21日  | 心の羽根 | チームドラゴン from AKB48 | ☆  |
| 50  | 2010年8月18日  | ヘビーローテーション | AKB48                     | ☆  |
| 51  | 2010年10月27日 | Beginner | AKB48                     | ☆○ |
| 52  | 2010年12月8日  | チャンスの順番 | AKB48                     | ☆  |
| 53  | 2011年2月16日  | 桜の木になろう | AKB48                     | ☆○ |
| 54  | 2011年3月9日   | バンザイVenus | SKE48                     | ☆  |
| 55  | 2011年3月16日  | 週末Not yet | Not yet                   | ☆  |
| 56  | 2011年5月25日  | Everyday、カチューシャ | AKB48                     | ☆○ |
| 57  | 2011年6月22日  | Flower | 前田敦子                  | ☆  |
| 58  | 2011年7月6日   | 波乗りかき氷 | Not yet                   | ☆  |
| 59  | 2011年7月13日  | ふいに | 板野友美                  | ☆  |
| 60  | 2011年7月20日  | 絶滅黒髪少女 | NMB48                     | ☆  |
| 61  | 2011年7月27日  | パレオはエメラルド | SKE48                     | ☆  |
| 62  | 2011年8月24日  | フライングゲット | AKB48                     | ☆○ |
| 63  | 2011年10月19日 | オーマイガー! | NMB48                     | ☆  |
| 64  | 2011年10月26日 | 風は吹いている | AKB48                     | ☆○ |
| 65  | 2011年11月9日  | オキドキ | SKE48                     | ☆  |
| 66  | 2011年11月22日 | 最初のメール | フレンチ・キス            | ☆  |
| 67  | 2011年12月7日  | 上からマリコ | AKB48                     | ☆○ |
| 68  | 2012年1月11日  | 変わったかたちの石 | KinKi Kids                |    |
| 69  | 2012年1月25日  | 片想いFinally | SKE48                     | ☆  |
| 70  | 2012年2月8日   | 純情U-19 | NMB48                     | ☆  |
| 71  | 2012年2月15日  | GIVE ME FIVE! | AKB48                     | ☆○ |
| 72  | 2012年5月2日   | おいでシャンプー | 乃木坂46                  | ◇  |
| 73  | 2012年5月16日  | アイシテラブル! | SKE48                     | ☆  |
| 74  | 2012年5月23日  | 真夏のSounds good ! | AKB48                     | ☆○ |
| 75  | 2012年5月30日  | 西瓜BABY | Not yet                   | ☆  |
| 76  | 2012年8月8日   | ヴァージニティー | NMB48                     | ☆  |
| 77  | 2012年8月22日  | 走れ!Bicycle | 乃木坂46                  | ◇  |
| 78  | 2012年8月29日  | ギンガムチェック | AKB48                     | ☆○ |
| 79  | 2012年9月19日  | キスだって左利き | SKE48                     | ☆  |
| 80  | 2012年10月17日 | 意気地なしマスカレード | 指原莉乃 with アンリレ    | ☆  |
| 81  | 2012年10月31日 | UZA | AKB48                     | ☆○ |
| 82  | 2012年11月7日  | 北川謙二 | NMB48                     | ☆  |
| 83  | 2012年11月21日 | ヒカルものたち | 渡辺麻友                  | ☆  |
| 84  | 2012年12月5日  | 永遠プレッシャー | AKB48                     | ☆○ |
| 85  | 2012年12月19日 | 制服のマネキン | 乃木坂46                  | ◇  |
| 86  | 2013年1月30日  | チョコの奴隷 | SKE48                     | ☆  |
| 87  | 2013年2月20日  | So long ! | AKB48                     | ☆○ |
| 88  | 2013年3月13日  | 君の名は希望 | 乃木坂46                  | ◇  |
| 89  | 2013年3月20日  | スキ!スキ!スキップ! | HKT48                     | ☆  |
| 90  | 2013年5月22日  | さよならクロール | AKB48                     | ☆○ |
| 91  | 2013年6月19日  | 僕らのユリイカ | NMB48                     | ☆  |
| 92  | 2013年7月3日   | ガールズルール | 乃木坂46                  | ◇  |
| 93  | 2013年7月17日  | 美しい稲妻 | SKE48                     | ☆  |
| 94  | 2013年8月21日  | 恋するフォーチュンクッキー | AKB48                     | ☆○ |
| 95  | 2013年9月4日   | メロンジュース | HKT48                     | ☆  |
| 96  | 2013年9月25日  | ヒリヒリの花 | Not yet                   | ☆  |
| 97  | 2013年10月2日  | カモネギックス | NMB48                     | ☆  |
| 98  | 2013年10月30日 | ハート・エレキ | AKB48                     | ☆○ |
| 99  | 2013年11月20日 | 賛成カワイイ! | SKE48                     | ☆  |
| 100 | 2013年11月27日 | バレッタ | 乃木坂46                  | ◇  |
| 101 | 2013年12月11日 | 鈴懸の木の道で「君の微笑みを夢に見る」と言ってしまったら 僕たちの関係はどう変わってしまうのか、 僕なりに何日か考えた上でのやや気恥ずかしい結論のようなもの | AKB48                     | ☆○ |
| 102 | 2014年1月8日   | 鞆の浦慕情 | 岩佐美咲                  | ☆  |
| 103 | 2014年2月26日  | 前しか向かねえ | AKB48                     | ☆○ |
| 104 | 2014年3月12日  | 桜、みんなで食べた | HKT48                     | ☆  |
| 105 | 2014年3月19日  | 未来とは? | SKE48                     | ☆  |
| 106 | 2014年3月26日  | 高嶺の林檎 | NMB48                     | ☆  |
| 107 | 2014年4月2日   | 気づいたら片想い | 乃木坂46                  | ◇  |
| 108 | 2014年5月21日  | ラブラドール・レトリバー | AKB48                     | ☆○ |
| 109 | 2014年7月9日   | 夏のFree&Easy | 乃木坂46                  | ◇  |
| 110 | 2014年7月30日  | 不器用太陽 | SKE48                     | ☆  |
| 111 | 2014年8月27日  | 心のプラカード | AKB48                     | ☆○ |
| 112 | 2014年9月24日  | 控えめI love you ! | HKT48                     | ☆  |
| 113 | 2014年10月8日  | 何度目の青空か? | 乃木坂46                  | ◇  |
| 114 | 2014年11月5日  | らしくない | NMB48                     | ☆  |
| 115 | 2014年12月8日  | 希望的リフレイン | AKB48                     | ☆○ |
| 116 | 2014年12月22日 | 12月のカンガルー | SKE48                     | ☆  |
| 117 | 2015年3月4日   | Green Flash | AKB48                     | ☆○ |
| 118 | 2015年3月18日  | 命は美しい | 乃木坂46                  | ◇  |
| 119 | 2015年3月31日  | コケティッシュ渋滞中 | SKE48                     | ☆  |
| 120 | 2015年4月29日  | 12秒 | HKT48                     | ☆  |
| 121 | 2015年5月27日  | 僕たちは戦わない | AKB48                     | ☆○ |
| 122 | 2015年7月15日  | ドリアン少年 | NMB48                     | ☆  |
| 123 | 2015年7月22日  | 太陽ノック | 乃木坂46                  | ◇  |
| 124 | 2015年8月12日  | 前のめり | SKE48                     | ☆  |
| 125 | 2015年8月26日  | ハロウィン・ナイト | AKB48                     | ☆○ |
| 126 | 2015年10月7日  | Must be now | NMB48                     | ☆  |
| 127 | 2015年10月28日 | 今、話したい誰かがいる | 乃木坂46                  | ◇  |
| 128 | 2015年11月18日 | 夢を見れば傷つくこともある | KinKi Kids                |    |
| 129 | 2015年11月25日 | しぇからしか! | HKT48 feat.氣志團         | ☆  |
| 130 | 2015年12月9日  | 唇にBe My Baby | AKB48                     | ☆○ |
| 131 | 2016年3月9日   | 君はメロディー | AKB48                     | ☆○ |
| 132 | 2016年3月23日  | ハルジオンが咲く頃 | 乃木坂46                  | ◇  |
| 133 | 2016年3月30日  | チキンLINE | SKE48                     | ☆  |
| 134 | 2016年4月6日   | サイレントマジョリティー | 欅坂46                    | ◇  |
| 135 | 2016年4月13日  | 74億分の1の君へ | HKT48                     | ☆  |
| 136 | 2016年4月27日  | 甘噛み姫 | NMB48                     | ☆  |
| 137 | 2016年6月1日   | 翼はいらない | AKB48                     | ☆○ |
| 138 | 2016年7月27日  | 裸足でSummer | 乃木坂46                  | ◇○ |
| 139 | 2016年8月3日   | 僕はいない | NMB48                     | ☆  |
| 140 | 2016年8月10日  | 世界には愛しかない | 欅坂46                    | ◇  |
| 141 | 2016年8月17日  | 金の愛、銀の愛 | SKE48                     | ☆  |
| 142 | 2016年8月31日  | LOVE TRIP/しあわせを分けなさい | AKB48                     | ☆○ |
| 143 | 2016年9月7日   | 最高かよ | HKT48                     | ☆  |
| 144 | 2016年11月9日  | サヨナラの意味 | 乃木坂46                  | ◇○ |
| 145 | 2016年11月16日 | ハイテンション | AKB48                     | ☆○ |
| 146 | 2016年11月30日 | 二人セゾン | 欅坂46                    | ◇  |
| 147 | 2016年12月28日 | 僕以外の誰か | NMB48                     | ☆  |
| 148 | 2017年2月15日  | バグっていいじゃん | HKT48                     | ☆  |
| 149 | 2017年3月15日  | シュートサイン | AKB48                     | ☆○ |
| 150 | 2017年3月22日  | インフルエンサー | 乃木坂46                  | ◇○ |
| 151 | 2017年4月5日   | 不協和音 | 欅坂46                    | ◇  |
| 152 | 2017年4月12日  | 青春時計 | NGT48                     | ☆  |
| 153 | 2017年5月31日  | 願いごとの持ち腐れ | AKB48                     | ☆○ |
| 154 | 2017年7月19日  | 意外にマンゴー | SKE48                     | ☆  |
| 155 | 2017年8月2日   | キスは待つしかないのでしょうか? | HKT48                     | ☆  |
| 156 | 2017年8月9日   | 逃げ水 | 乃木坂46                  | ◇○ |
| 157 | 2017年8月30日  | #好きなんだ | AKB48                     | ☆○ |
| 158 | 2017年10月11日 | いつかできるから今日できる | 乃木坂46                  | ◇○ |
| 159 | 2017年10月25日 | 風に吹かれても | 欅坂46                    | ◇  |
| 160 | 2017年11月22日 | 11月のアンクレット | AKB48                     | ☆○ |
| 161 | 2017年12月27日 | ワロタピーポー | NMB48                     | ☆  |
| 162 | 2018年1月10日  | 無意識の色 | SKE48                     | ☆  |
| 163 | 2018年1月31日  | 暗闇 | STU48                     | ☆  |
| 164 | 2018年3月7日   | ガラスを割れ! | 欅坂46                    | ◇○ |
| 165 | 2018年3月14日  | ジャーバージャ | AKB48                     | ☆○ |
| 166 | 2018年4月4日   | 欲望者 | NMB48                     | ☆  |
| 167 | 2018年4月11日  | 春はどこから来るのか? | NGT48                     | ☆  |
| 168 | 2018年4月25日  | シンクロニシティ | 乃木坂46                  | ◇○ |
| 169 | 2018年5月2日   | 早送りカレンダー | HKT48                     | ☆  |
| 170 | 2018年5月30日  | Teacher Teacher | AKB48                     | ☆○ |
| 171 | 2018年7月4日   | いきなりパンチライン | SKE48                     | ☆  |
| 172 | 2018年8月8日   | ジコチューで行こう! | 乃木坂46                  | ◇○ |
| 173 | 2018年8月15日  | アンビバレント | 欅坂46                    | ◇○ |
| 174 | 2018年9月19日  | センチメンタルトレイン | AKB48                     | ☆○ |
| 175 | 2018年10月17日 | 僕だって泣いちゃうよ | NMB48                     | ☆  |
| 176 | 2018年11月14日 | 帰り道は遠回りしたくなる | 乃木坂46                  | ◇○ |
| 177 | 2018年11月28日 | NO WAY MAN | AKB48                     | ☆○ |
| 178 | 2018年12月12日 | Stand by you | SKE48                     | ☆  |
| 179 | 2019年2月13日  | 風を待つ | STU48                     | ☆  |
| 180 | 2019年2月20日  | 床の間正座娘 | NMB48                     | ☆  |
| 181 | 2019年2月27日  | 黒い羊 | 欅坂46                    | ◇  |
| 182 | 2019年3月13日  | ジワるDAYS | AKB48                     | ☆○ |
| 183 | 2019年3月27日  | キュン | 日向坂46                  | ◇  |
| 184 | 2019年4月10日  | 意志 | HKT48                     | ☆  |
| 185 | 2019年4月17日  | 大人サバイバー | ラストアイドル            |    |
| 186 | 2019年5月29日  | Sing Out! | 乃木坂46                  | ◇○ |
| 187 | 2019年6月26日  | Buenos Aires | IZ*ONE                    |    |
| 188 | 2019年7月17日  | ドレミソラシド | 日向坂46                  | ◇  |
| 189 | 2019年7月24日  | FRUSTRATION | SKE48                     | ☆  |
| 190 | 2019年7月31日  | 大好きな人 | STU48                     | ☆  |
| 191 | 2019年8月14日  | 母校へ帰れ! | NMB48                     | ☆  |
| 192 | 2019年9月4日   | 夜明けまで強がらなくてもいい | 乃木坂46                  | ◇○ |
| 193 | 2019年9月18日  | サステナブル | AKB48                     | ☆○ |
| 194 | 2019年9月25日  | Vampire | IZ*ONE                    |    |
| 195 | 2019年10月2日  | こんなに好きになっちゃっていいの? | 日向坂46                  | ◇  |
| 196 | 2019年11月6日  | 初恋至上主義 | NMB48                     | ☆  |
| 197 | 2020年1月15日  | ソーユートコあるよね? | SKE48                     | ☆  |
| 198 | 2020年1月29日  | 無謀な夢は覚めることがない | STU48                     | ☆  |
| 199 | 2020年2月19日  | ソンナコトナイヨ | 日向坂46                  | ◇  |
| 200 | 2020年3月18日  | 失恋、ありがとう | AKB48                     | ☆○ |
| 201 | 2020年3月25日  | しあわせの保護色 | 乃木坂46                  | ◇○ |
| 202 | 2020年4月15日  | 愛を知る | ラストアイドル            |    |
| 203 | 2020年4月22日  | 3-2 | HKT48                     | ☆  |
| 204 | 2020年9月2日   | 思い出せる恋をしよう | STU48                     | ☆  |
| 205 | 2020年11月18日 | 恋なんかNo thank you! | NMB48                     | ☆  |
| 206 | 2020年12月9日  | Nobody's fault | 櫻坂46                    | ◇  |
| 207 | 2021年1月27日  | 僕は僕を好きになる | 乃木坂46                  | ◇  |
| 208 | 2021年2月3日   | 恋落ちフラグ | SKE48                     | ☆  |
| 209 | 2021年4月14日  | BAN | 櫻坂46                    | ◇  |
| 210 | 2021年5月26日  | 君しか勝たん | 日向坂46                  | ◇  |
| 211 | 2021年6月9日   | ごめんねFingers crossed | 乃木坂46                  | ◇  |
| 212 | 2021年9月1日   | あの頃の君を見つけた | SKE48                     | ☆  |
| 213 | 2021年9月22日  | 君に叱られた | 乃木坂46                  | ◇  |
| 214 | 2021年9月29日  | 根も葉もRumor | AKB48                     | ☆  |
| 215 | 2021年10月13日 | 流れ弾 | 櫻坂46                    | ◇  |
| 216 | 2021年10月20日 | ヘタレたちよ | STU48                     | ☆  |
| 217 | 2021年10月27日 | ってか | 日向坂46                  | ◇  |
| 218 | 2022年2月23日  | 恋と愛のその間には | NMB48                     | ☆  |
| 219 | 2022年3月9日   | 心にFlower | SKE48                     | ☆  |
| 220 | 2022年3月23日  | Actually... | 乃木坂46                  | ◇  |
| 221 | 2022年4月6日   | 五月雨よ | 櫻坂46                    | ◇  |
| 222 | 2022年5月18日  | 元カレです | AKB48                     | ☆  |
| 223 | 2022年6月1日   | 僕なんか | 日向坂46                  | ◇  |
| 224 | 2022年6月22日  | ビーサンはなぜなくなるのか? | HKT48                     | ☆  |
| 225 | 2022年8月31日  | 好きというのはロックだぜ! | 乃木坂46                  | ◇  |
| 226 | 2022年9月21日  | 好きだ虫 | NMB48                     | ☆  |
| 227 | 2022年10月5日  | 絶対インスピレーション | SKE48                     | ☆  |
| 228 | 2022年10月19日 | 久しぶりのリップグロス | AKB48                     | ☆  |
| 229 | 2022年10月26日 | 月と星が踊るMidnight | 日向坂46                  | ◇  |
| 230 | 2022年12月7日  | ここにはないもの | 乃木坂46                  | ◇○ |
| 231 | 2022年12月28日 | 渡り鳥たちに空は見えない | NGT48                     | ☆  |
| 232 | 2023年2月15日  | 桜月 | 櫻坂46                    | ◇  |
| 233 | 2023年3月29日  | 人は夢を二度見る | 乃木坂46                  | ◇  |
| 234 | 2023年4月19日  | One choice | 日向坂46                  | ◇  |
| 235 | 2023年4月26日  | どうしても君が好きだ | AKB48                     | ☆  |
| 236 | 2023年6月28日  | Start over! | 櫻坂46                    | ◇  |
| 237 | 2023年7月5日   | 好きになっちゃった | SKE48                     | ☆  |
| 238 | 2023年7月26日  | Am I ready? | 日向坂46                  | ◇  |
| 239 | 2023年8月30日  | おひとりさま天国 | 乃木坂46                  | ◇  |
| 240 | 2023年9月27日  | アイドルなんかじゃなかったら | AKB48                     | ☆  |
| 241 | 2023年10月4日  | 渚サイコー! | NMB48                     | ☆  |
| 242 | 2023年10月18日 | 承認欲求 | 櫻坂46                    | ◇  |
| 243 | 2023年11月15日 | 君は何を後悔するのか? | STU48                     | ☆  |
| 244 | 2023年12月6日  | Monopoly | 乃木坂46                  | ◇  |
| 245 | 2024年2月21日  | 何歳の頃に戻りたいのか? | 櫻坂46                    | ◇  |
| 246 | 2024年2月28日  | 愛のホログラム | SKE48                     | ☆  |
| 247 | 2024年3月13日  | カラコンウインク | AKB48                     | ☆  |
| 248 | 2024年4月10日  | チャンスは平等 | 乃木坂46                  | ◇  |
| 249 | 2024年5月8日   | 君はハニーデュー | 日向坂46                  | ◇  |
| 250 | 2024年7月17日  | 恋 詰んじゃった | AKB48                     | ☆  |
| 251 | 2024年8月21日  | チートデイ | 乃木坂46                  | ◇  |
| 252 | 2024年9月18日  | 絶対的第六感 | 日向坂46                  | ◇  |
| 253 | 2024年10月2日  | 告白心拍数 | SKE48                     | ☆  |
| 254 | 2024年10月23日 | I want tomorrow to come | 櫻坂46                    | ◇  |
| 255 | 2024年12月11日 | 歩道橋 | 乃木坂46                  | ◇  |
| 256 | 2025年1月15日  | 地平線を見ているか? | STU48                     | ☆  |
| 257 | 2025年1月22日  | アヴァンチュール中目黒 | MATSURI                   |    |
| 258 | 2025年1月29日  | 卒業写真だけが知ってる | 日向坂46                  | ◇  |
| 259 | 2025年2月19日  | UDAGAWA GENERATION | 櫻坂46                    | ◇  |
| 260 | 2025年3月26日  | ネーブルオレンジ | 乃木坂46                  | ◇  |
| 261 | 2025年4月2日   | まさかのConfession | AKB48                     | ☆  |
| 262 | 2025年4月9日   | チューストライク | NMB48                     | ☆  |
| 263 | 2025年5月21日  | Love yourself! | 日向坂46                  | ◇  |
| 264 | 2025年6月25日  | Make or Break | 櫻坂46                    | ◇  |
| 265 | 2025年7月30日  | Same numbers | 乃木坂46                  | ◇  |
| 266 | 2025年8月13日  | Oh my pumpkin! | AKB48                     | ☆  |

## 出演

### テレビ
- ケータイ・ジャーナリスト・コンテスト（2007年3月21日、スパイラルホール） - 審査員[274]。
- 週刊・ヤング情報（1991年4月6日 - 1992年3月14日、NHK総合）[275]
- TVブックメーカー（1991年4月15日 - 1992年3月23日、フジテレビ）[276]
- 秋元流（1991年10月 - 1992年3月、日本テレビ） - 冠番組[要出典]。
- 料理の鉄人（1998年 - 1999年、フジテレビ）[277]
- 魂のワンスプーン（2004年10月6日 - 2005年3月30日、TBS） - 隔週出演[要出典]。
- 三竹天狗（2006年10月4日 - 2007年3月28日、テレビ朝日）[要出典]
- 情熱大陸（2007年9月30日、毎日放送・TBS系）[278]
- 理由ある太郎（2008年4月18日 - 9月19日、フジテレビ）[279]
- めちゃ2イケてるッ!（フジテレビ）
  - お笑い芸人歌がへたな王座決定戦スペシャル（2009年9月12日）[280]
  - 矢部オファーしちゃいましたシリーズ（2012年12月1日）[281]
  - AKB48どっきり解散総選挙（2014年12月6日）[282]
- グリーンの教え（2010年4月3日 - 2011年3月31日、BS-TBS） - 司会[283]。
- TRICK 新作スペシャル2 村祭りに響く死を呼ぶ子守唄!!歌詞になぞらえ殺されていく若い娘!?女霊能力者に秘められた哀しい過去…（2010年5月15日、テレビ朝日） - 村の祭りで行われるのど自慢大会の審査委員長 役[284]。
- R-1ぐらんぷり2011（2011年2月11日、関西テレビ・フジテレビ系） - 審査員[285]。
- ザ・ヒットソングス〜歌謡史の秘密を大公開〜（2011年4月4日、テレビ東京）[286]
- THE MANZAI（2011年12月17日・2012年12月16日・2013年12月15日、フジテレビ） - 審査員[287]。
- 僕らの音楽（2012年1月20日、フジテレビ）[288]
- NHKのど自慢チャンピオン大会2012（2012年3月17日、NHK総合） - 審査員[289]。
- 日台韓代表ガチバトル アジアンエース春の陣 初ゴールデン進出SP（2012年3月22日、TBS） - 審査員[290]。
- アイアンシェフ（2012年10月26日 - 2013年3月22日、フジテレビ）[291]
- ミエリーノ柏木（2013年1月12日 - 2月1日、テレビ東京） - 本人 役[292]。
- フジサンケイグループ広告大賞（BSフジ・フジテレビ）
  - 第42回広告大賞（2013年5月19日） - ゲスト出演[293]。
  - 第49回広告大賞（2020年4月18日） - VTR解説[294]。
  - 第50回広告大賞（2021年5月8日） - VTR解説[295]。
- 新堂本兄弟（2013年8月18日、フジテレビ） - SKE48と共にゲスト出演[296]。
- AKB48 SHOW! たかみな（前）総監督のお説教部屋（2016年3月12日、NHK BSプレミアム） - 高橋みなみと対談[297]。
- EXD44（2016年4月11日、テレビ朝日）[298]
- 秋元康の10時間ラジオ（2017年6月2日、NHK総合） - 今日は一日“秋元康ソング”三昧（2017年5月3日、NHK-FM）をテレビ用に編集して放送[299]。
- ウタフクヤマ（2017年9月15日・2018年1月5日、フジテレビ）[300][301]
- 100年インタビュー（NHK BSプレミアム）
  - 100年インタビュー 秋元康 （2017年9月17日）[302]
  - 100年インタビュー 秋元康 海外戦略を語る〜乃木坂46初のアジア公演も紹介〜（2018年3月11日）[303]
- ラストアイドル season2（2018年1月13日 - 4月1日、テレビ朝日）[304]
- NHKのど自慢 チャンピオン大会2018（2018年3月3日、NHK総合） - 審査員[305]。
- 秋元康の超プレミアム対談 - 今日は一日"秋元康ソング"三昧2018（2018年5月3日、NHK-FM）をテレビ用に編集して放送。
  - （2018年6月3日、NHK総合） - 2時間半に編集[306]。
  - （2018年8月12日、NHK BSプレミアム） - 上記総合版とは3時間に別編集[307]。
- NHKスペシャル AIでよみがえる美空ひばり（2019年9月29日、NHK総合）[308]
- 世界一受けたい授業（2022年4月9日、日本テレビ）[309]
- MUSIC BLOOD（2022年6月17日、日本テレビ） - 乃木坂46と共にゲスト出演[310]。
- 日経スペシャル カンブリア宮殿（テレビ東京）
  - 800回記念スペシャル 時代の激流を掴む 密着！秋元康（2022年9月8日）[311][312]
  - 800回記念スペシャル第2弾 秋元康 激流を攻略せよ！（2022年9月15日）[313][314]
- 日曜日の初耳学（2022年11月13日・12月4日、毎日放送）[315]
- トークィーンズ（2023年1月5日 - 12日、フジテレビ）[316]

### ラジオ
- KIDS IN TOSHIBA かぼちゃークラブ（1984年4月19日 - 1985年10月31日、ニッポン放送） - 竹沢るり子→本田美奈子.と共演[317]。
- 秋元くんと佐伯さんのおいしい話（1994年 - 1996年、文化放送） - 佐伯伽耶と共演。
- 秋元康 自分の時間（2001年10月 - 2002年3月、ニッポン放送） - パーソナリティ[318]。
- DoCoMo 秋元康のMature Style（? - 2009年3月、TOKYO FM） - パーソナリティ[319]。
- 今日は一日“秋元康ソング”三昧（2017年5月3日、NHK-FM）[320]
  - 今日は一日“秋元康ソング”三昧2018（2018年5月3日、NHK-FM）[321]
- いいこと、聴いた（2021年10月3日 - 、TOKYO FM） - パーソナリティ[注釈 38]。

### ネット配信
- ラストアイドル in AbemaTV（2018年6月3日 - 8月26日、AbemaTV GOLDch）[323]

### CM
- カリーシェフ（1996年、ハウス食品）[324]
- 眠眠打破「この新しさを待っていた」篇（2014年4月 - 、常盤薬品工業）[325]
- Yakult（ヤクルト）1000「秋元康」篇（2022年10月 - 、ヤクルト本社）[326]

## 関連文献
- 別冊カドカワ 総力特集 秋元康（2011年4月28日、角川マーケティング） - 対談および評論[327]。